# アロアニア山

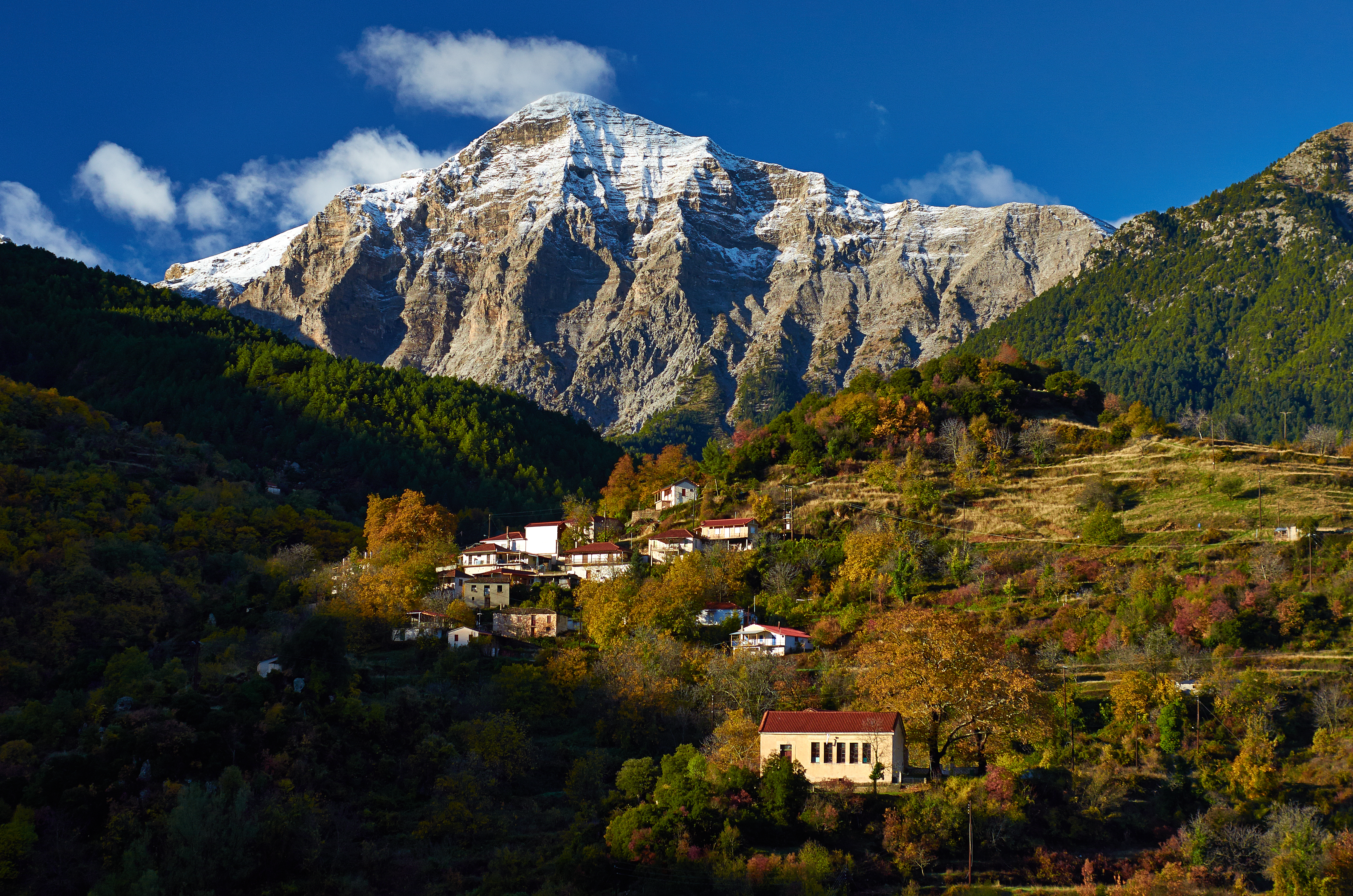
ふもとの村メソッルギから見たアロアニア山

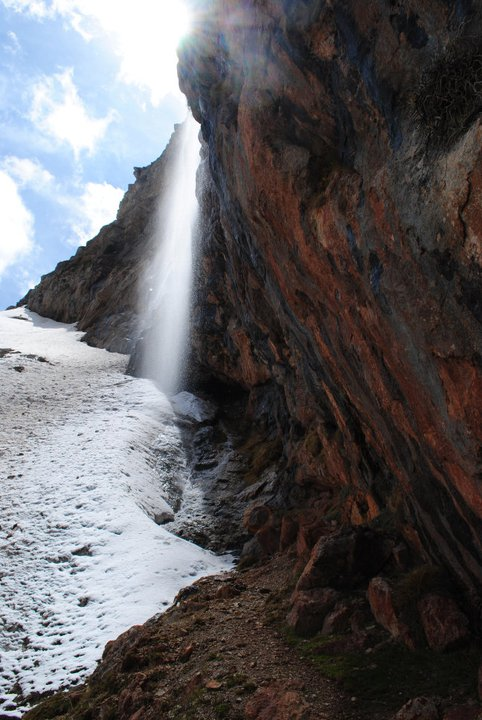
ギリシア神話のステュクス川と同一視されたステュクスの滝はアロアニア山から流れ落ちる。

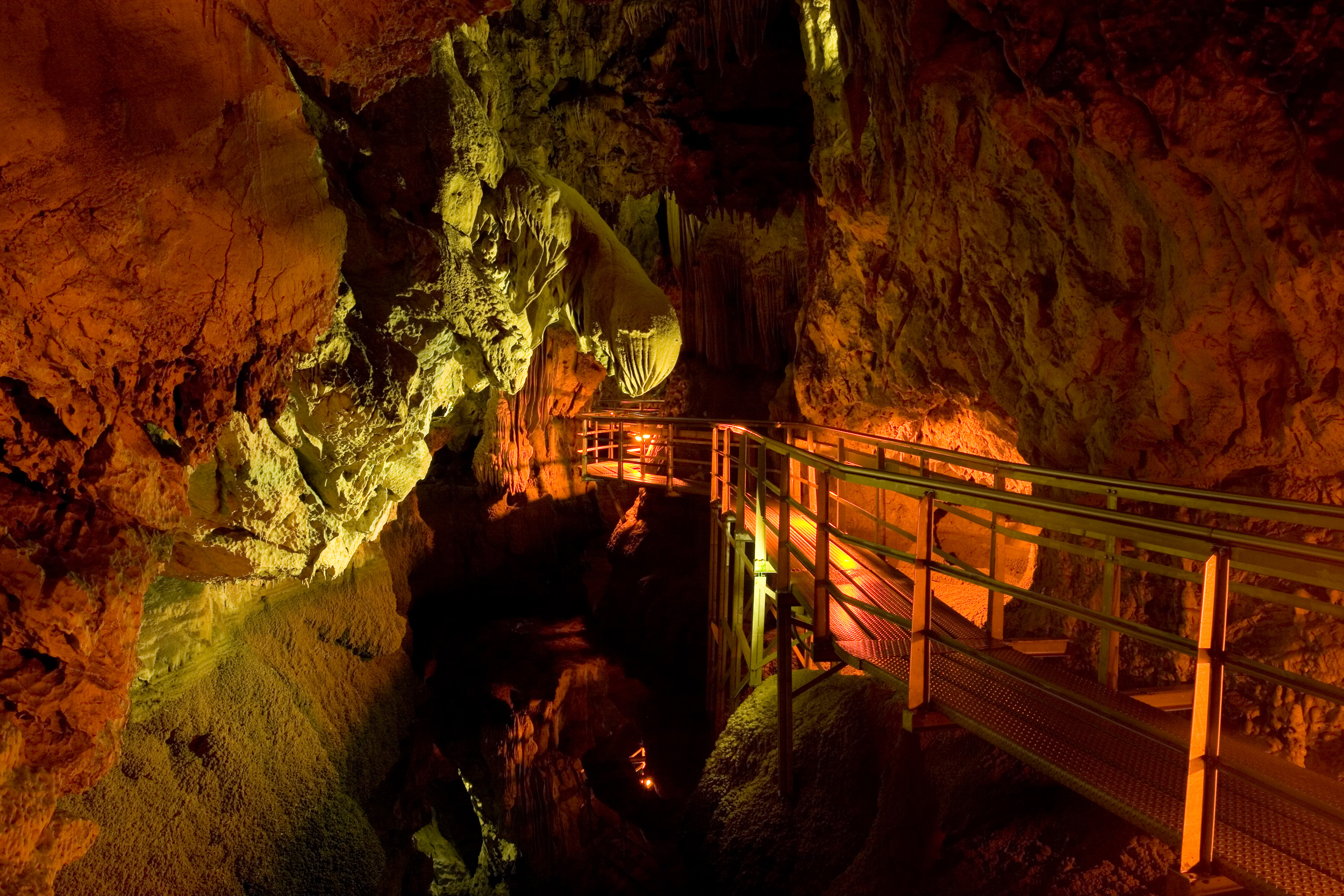
洞窟の湖（Cave of the Lakes）。

アロアニア山（アロアニアさん、希: Αροάνια, 英: Aroania）は、ギリシャのペロポネソス半島のアカイア県にある山脈である。ヘルモス山またはケルモス山（希: Χελμός, 南スラヴ語の「頂上」を意味する chlmo に由来）としても知られる。最高峰プシリ・コリフィ（Psili Koryfi）は標高2,355メートル。ペロポネソス半島ではタイゲトス山脈とキリニ山に次いで3番目に高く、アカイア県で最も高い山である。アロアニア山の近隣で最大の町はカラヴリタ。自治体のアロアニアの名前は山から取られている。

## 地理
アロアニア山はコリンティア県との国境に近いアカイア県南東部に位置している。アロアニア山よりやや高いキリニ山はその東約15キロにあり、オルヴィオス川の渓谷によってアロアニア山から分離されている。エリマントス山はヴライコス川の渓谷を越えた、西に約30キロの地点にある。クリオス川、クラティス川、ヴライコス川は、北のコリンティアコス湾に向かって山から流れている。ラドン川の支流のアロアニオス川は山を南西に向かってイオニア海へと流れる。山の南東のふもとには人工湖のドクサ湖があり、湖と隣接して古代都市ペネオスの遺跡があるアルカイア・フェネオス（Αρχαία Φενεός, Archaia Feneos）村がある。また北東のふもとにはツィヴロウ湖がある。
2009年、アロアニア山とヴライコス渓谷は貴重な生態系および景観を守るため保護地域に指定され、「ヘルモス＝ヴライコス国立公園」と「ヘルモス＝ヴライコス世界ジオパーク」に指定されている。

## 峰
アロアニア山の峰には最高峰を含め次のものがある。
- プシリ・コリフィ（Psili Koryfi）: 2,355 m
- ネライドラチ（Neraidorachi）: 2,341 m
- アイトラチ（Aetorachi）: 2,335 m
- コッキノブラコス（Kokkinovrachos）: 2315 m
- ガルディイ（Gardii）: 2,182 m
- アヴゴ（Avgo）: 2,138 m
- ニシ（Nisi）: 2,080 m

## 名所
山頂にはヘルモス天文台のアリスタルコス2.3メートル天体望遠鏡が建設されている。アロアニア山に天文台が建設された理由の1つは、ヨーロッパでも光害が極めて少ない土地の1つであったことが挙げられる。アテネ国立天文台に所属する望遠鏡はバルカン半島最大、ヨーロッパで2番目の大きさを誇る。建設は2001年に始まり、2007年に正式に発足した。
アロアニア山の名所として洞窟の湖があり、山間の町カラヴリタにはメガ・スピライオ修道院と聖ラヴラ修道院がある。2つの修道院はペロポネソス半島でも特に古いものの1つで、伝説によればメガ・スピライオ修道院の設立は362年である。しかしどちらの修道院も第2次世界大戦においてはドイツ軍の第117イェーガー師団が実行したカタヴリタの虐殺によって大きな痛手を被った。またカラヴリタにあるカラヴリタスキー場はトップリフトの標高が2,340メートルで、2基のチェアリフトを含む8基のリフトと11のゲレンデを持つ。山間の村にはプラニテロ、ペリステラなどがある。

## 神話
アロアニア山から流れ落ちるステュクスの滝は冥界を流れるステュクスの流れと同一視された。パウサニアスによると滝の水は毒を含んでおり、その水を飲んだ山羊の群れが命を落としたと述べている。山中にある洞窟は、アルゴス王プロイトスの娘たちが狂気したときに逃げ込んだ場所であり、メラムプスが浄めの儀式を行って正気に戻したと伝えられる。

## 自然
アロアニア山の植物相は豊かであり、ペロポネソス固有の27種とギリシャ固有の90種を含む1,500種の植物を見ることができる。山の大部分はギリシアモミで覆われており、丘陵地帯ではプラタナス、ヨーロッパクロマツ、クリ、オーク、ヤナギ、カエデ、ポプラ、高地は草原と不毛の岩で構成されている。
動物相も豊かである。アロアニア山ではイノシシ、キツネ、フェレット、ジャッカル、ヤマネコ、リスなどの動物に出会うことができ、一方、ヴライコス渓谷とアロアニオス川にはカワウソが生息している。また30種の蝶、9種の両生類および24種の爬虫類も報告されている。
両生類ではアルプス地方などヨーロッパ中部地域に分布するミヤマイモリの最南端の生息地として知られる。また蝶類は珍しい種や生息地の限られた種がしばしば見られ、中でもアジアの種で、標高1,100メートルから1,800メートルの間に見られるシジミチョウ科の青色の蝶 Agrodiaetus iphigenia はヘルノス・ブルー（Chelmos blue）として有名。

## ギャラリー

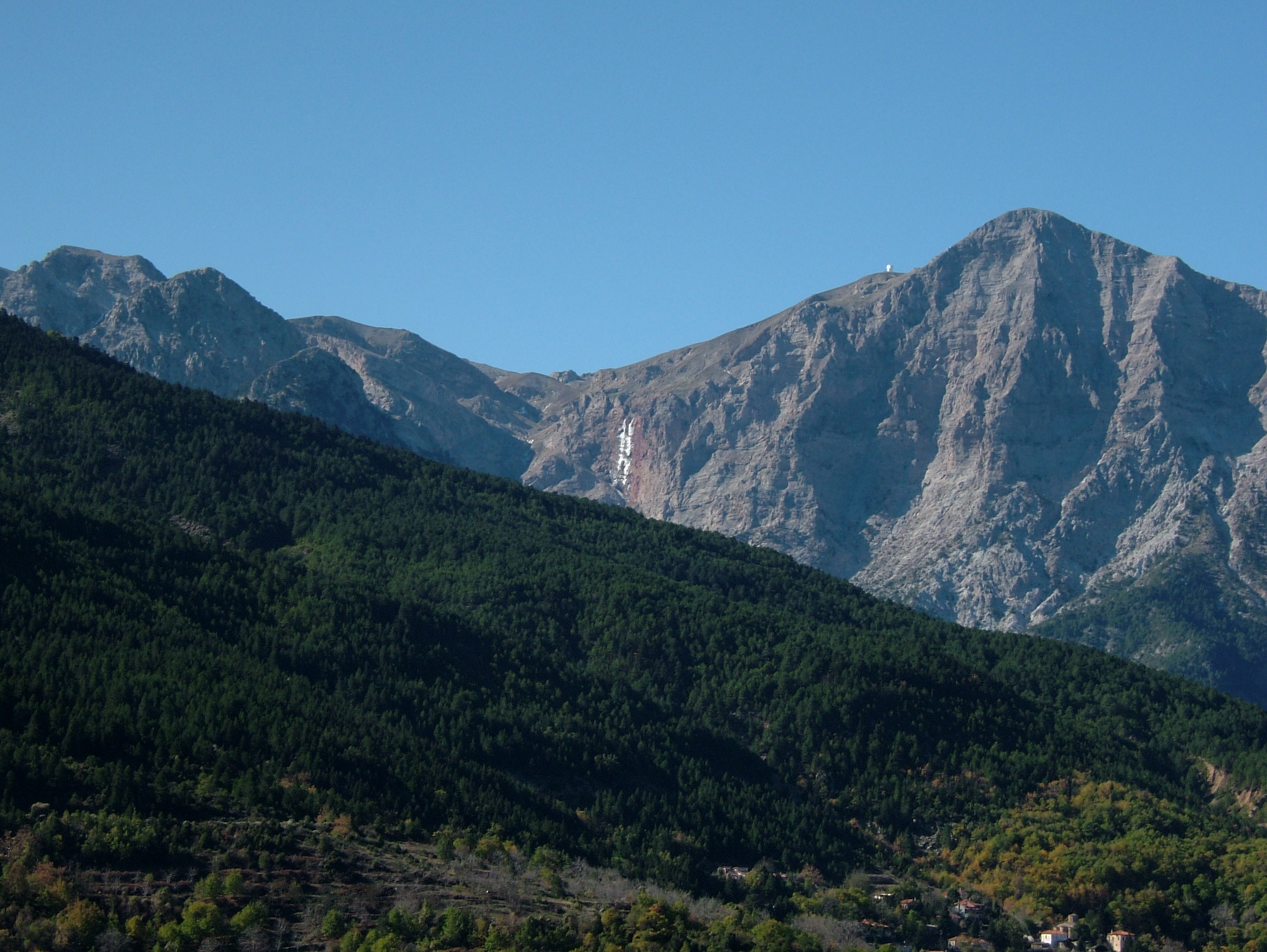
アロアニア山とステュクスの滝
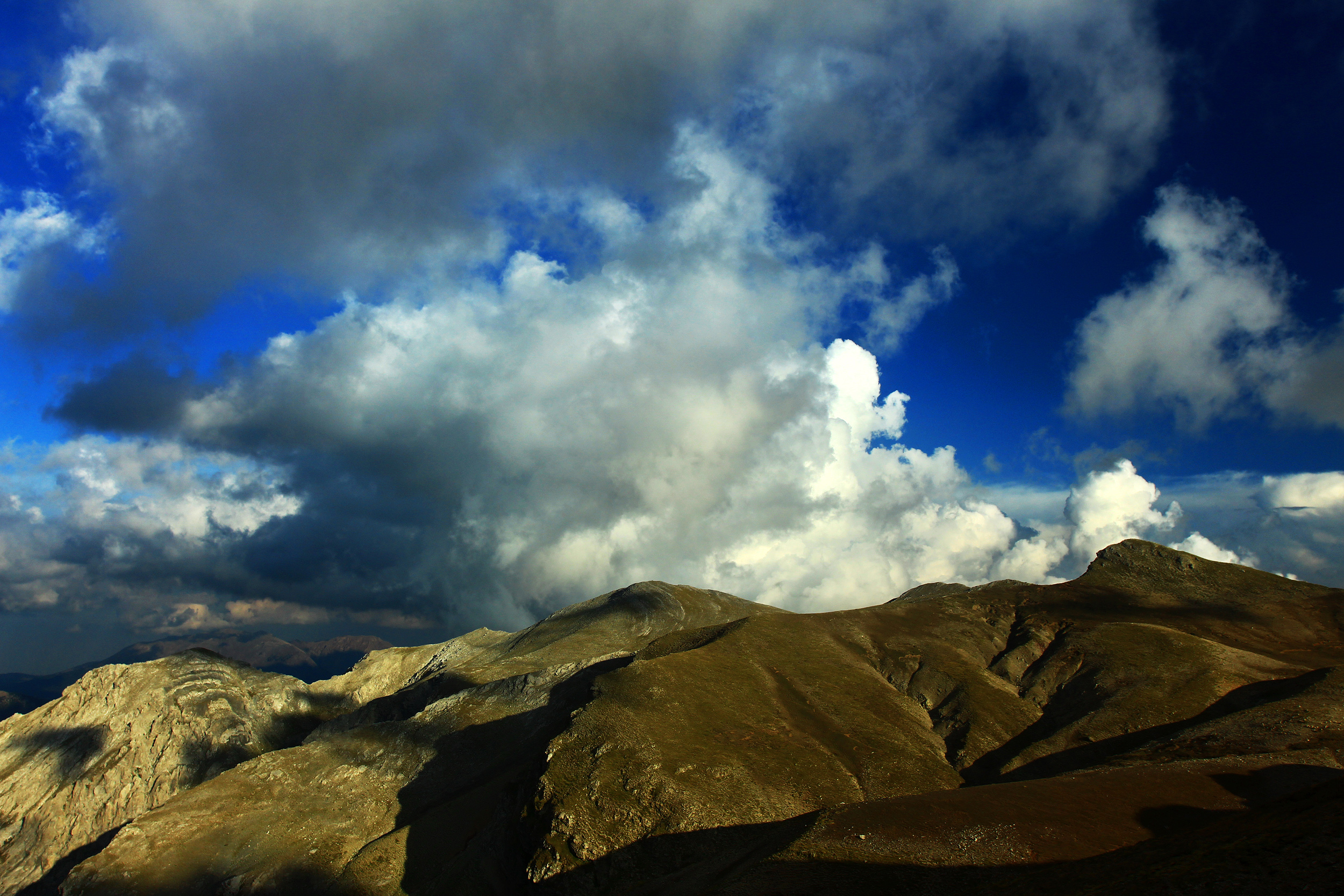
アロアニア山
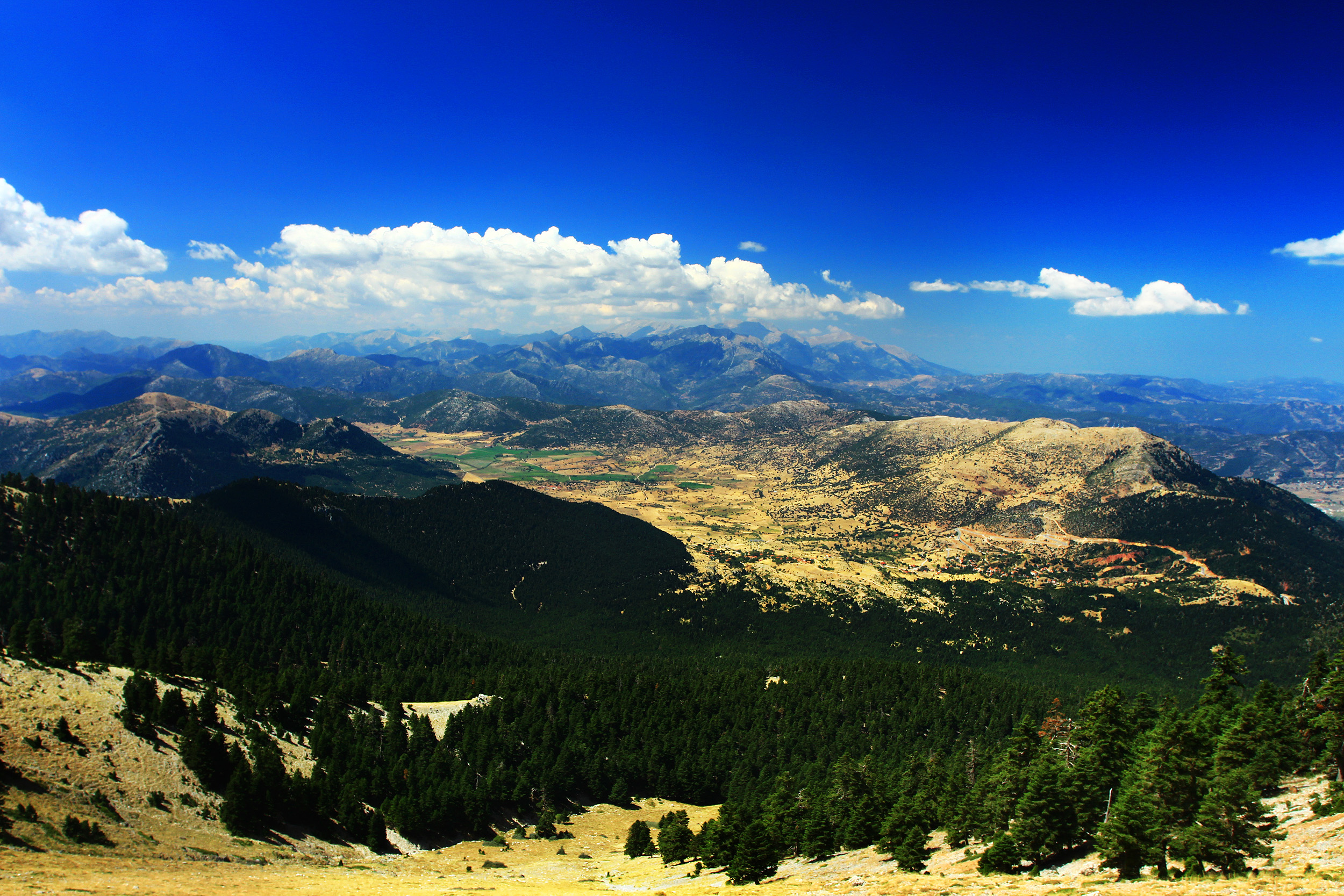
アロアニア山
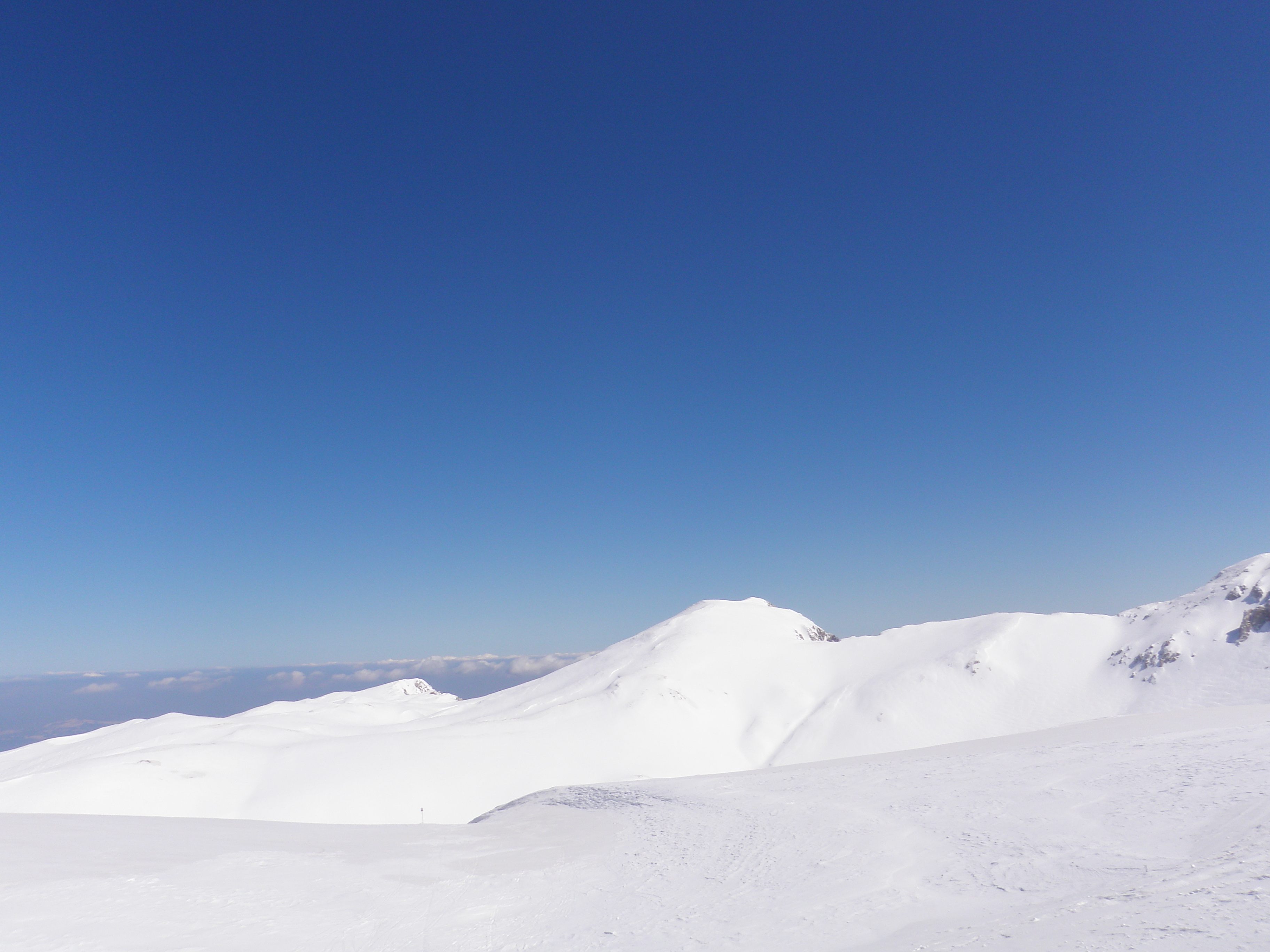
アロアニアの山頂
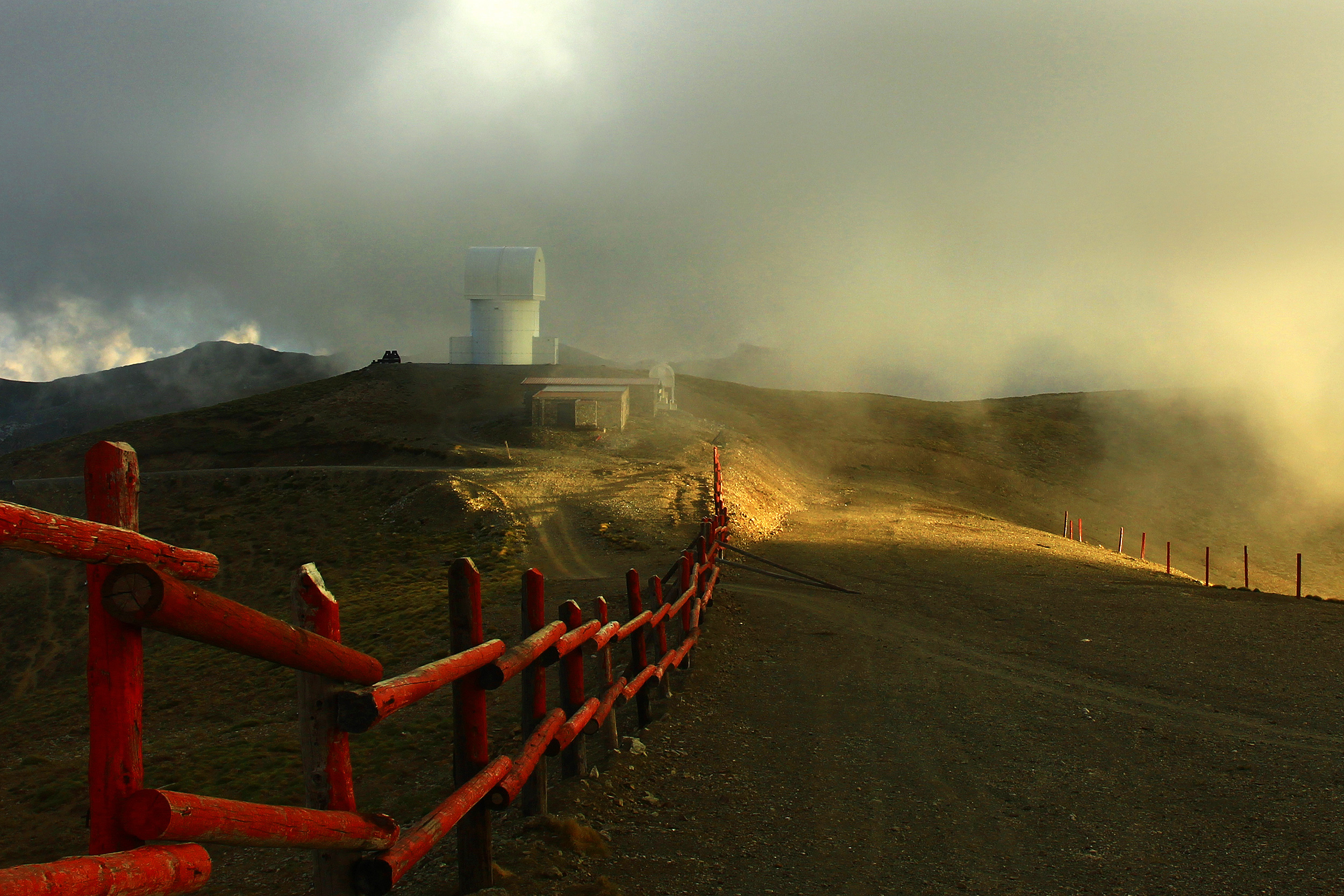
ヘルモス天文台
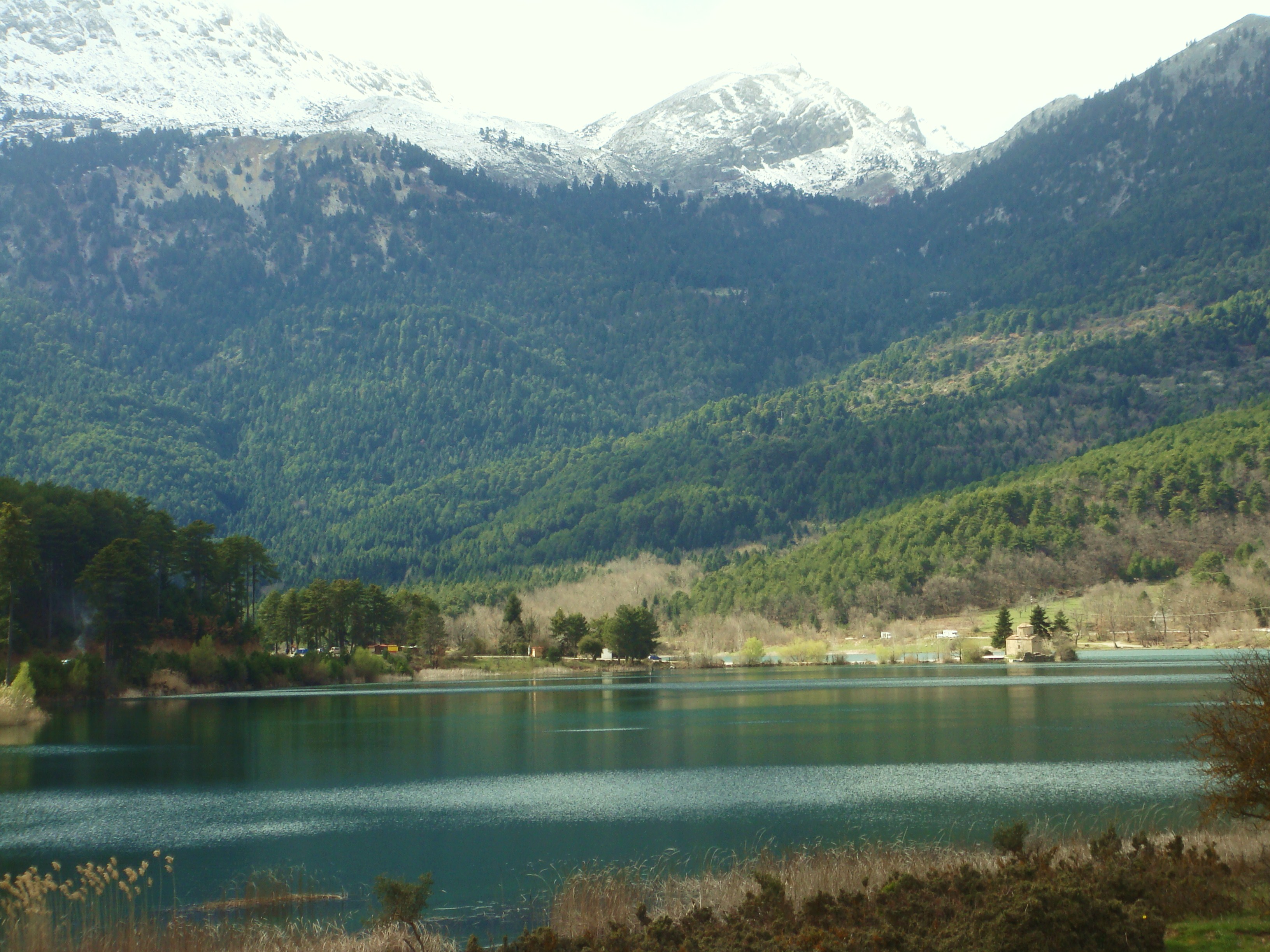
ドクサ湖
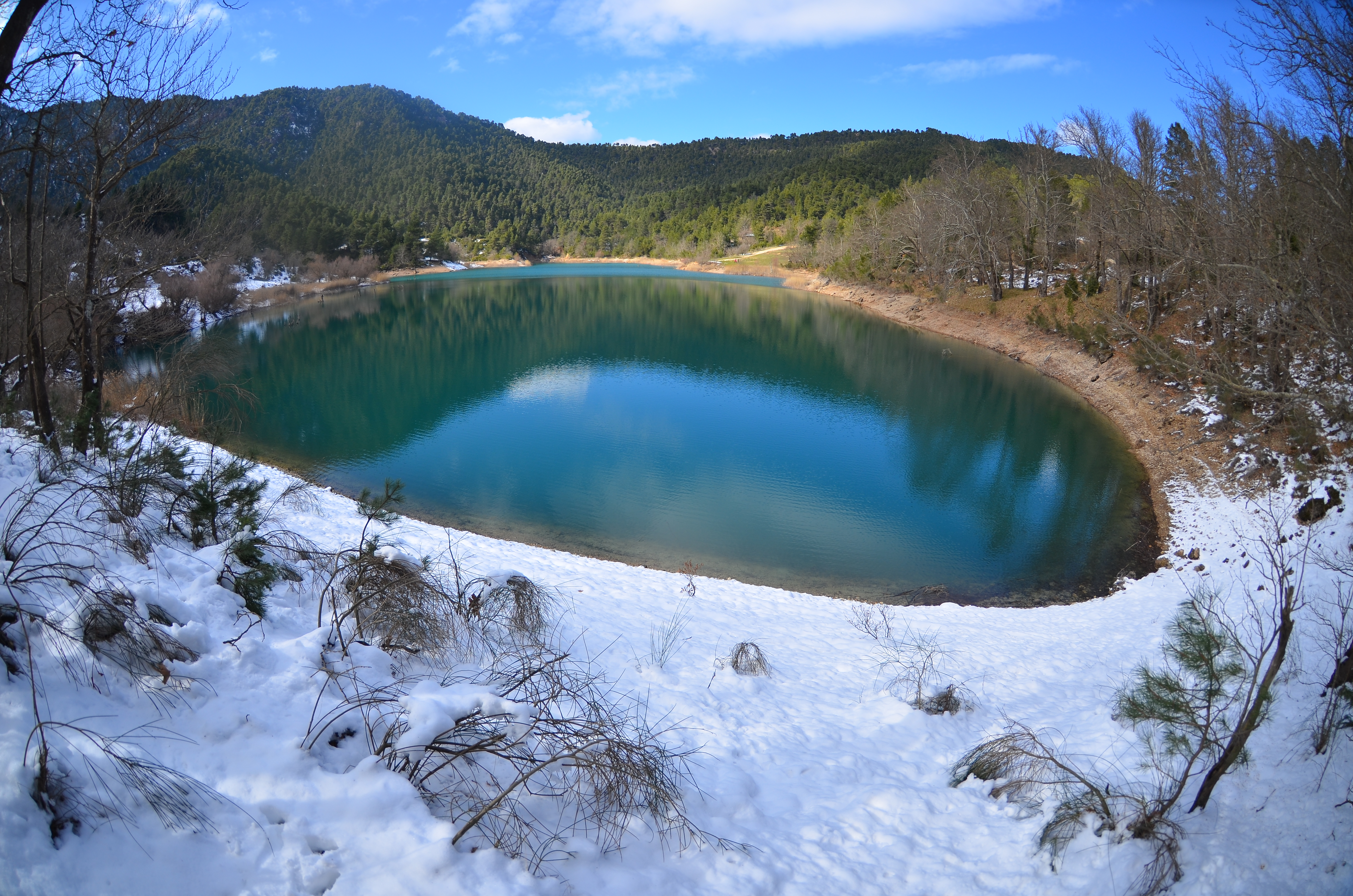
ツィヴロウ湖
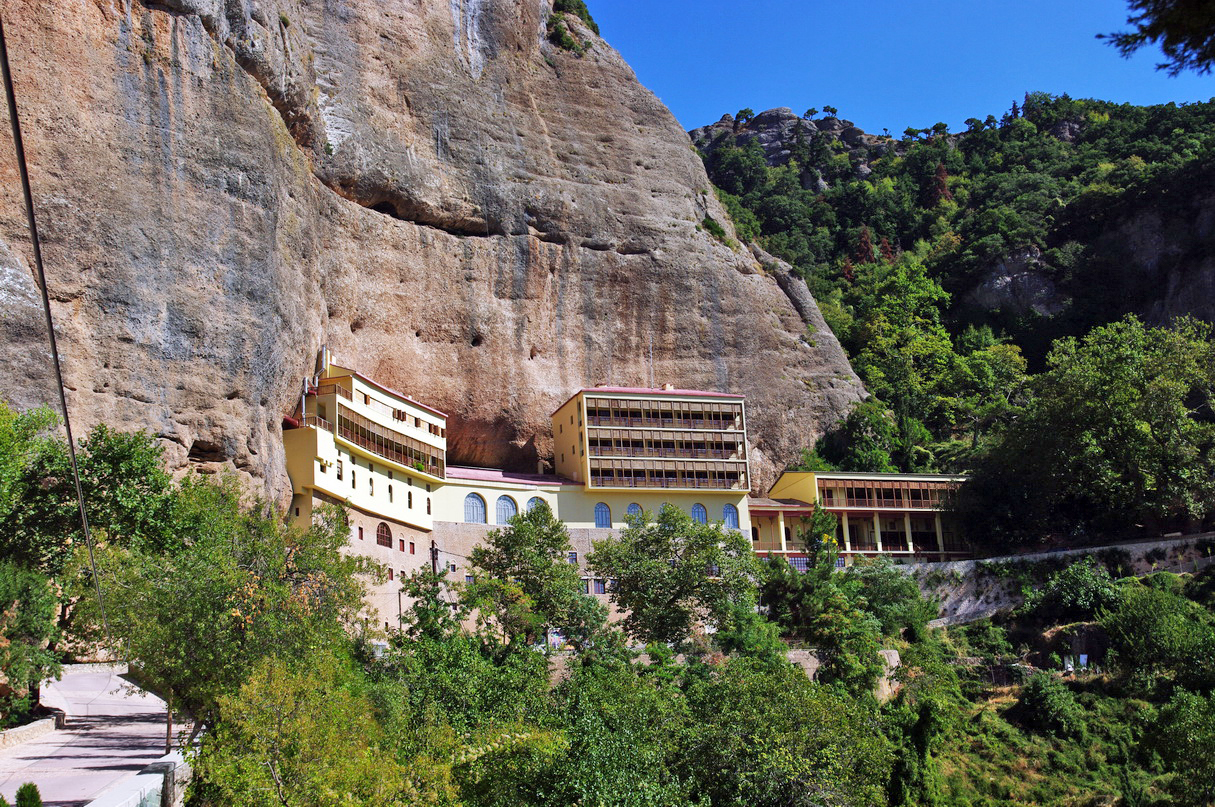
メガ・スピライオ修道院
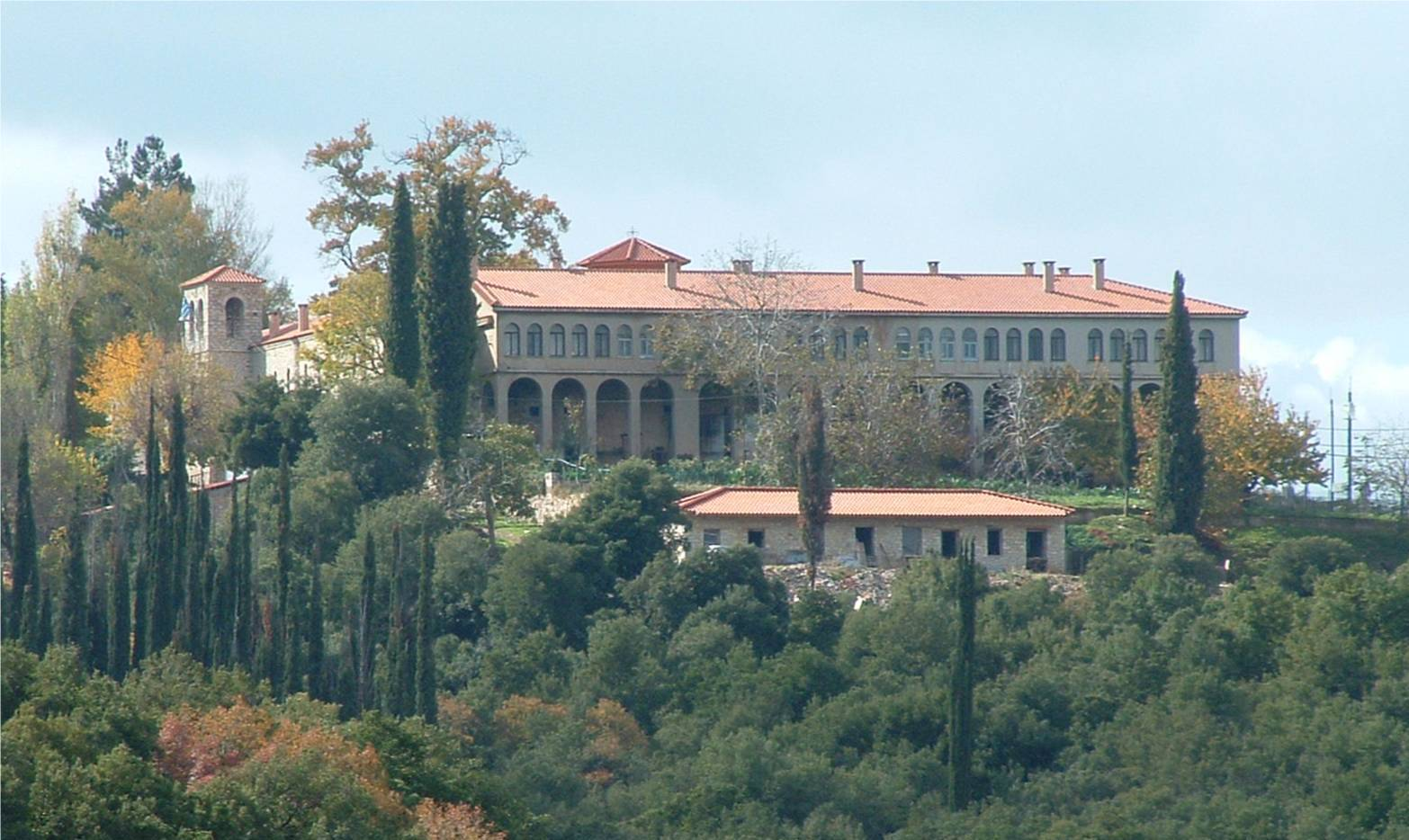
アギア・ラヴラ修道院
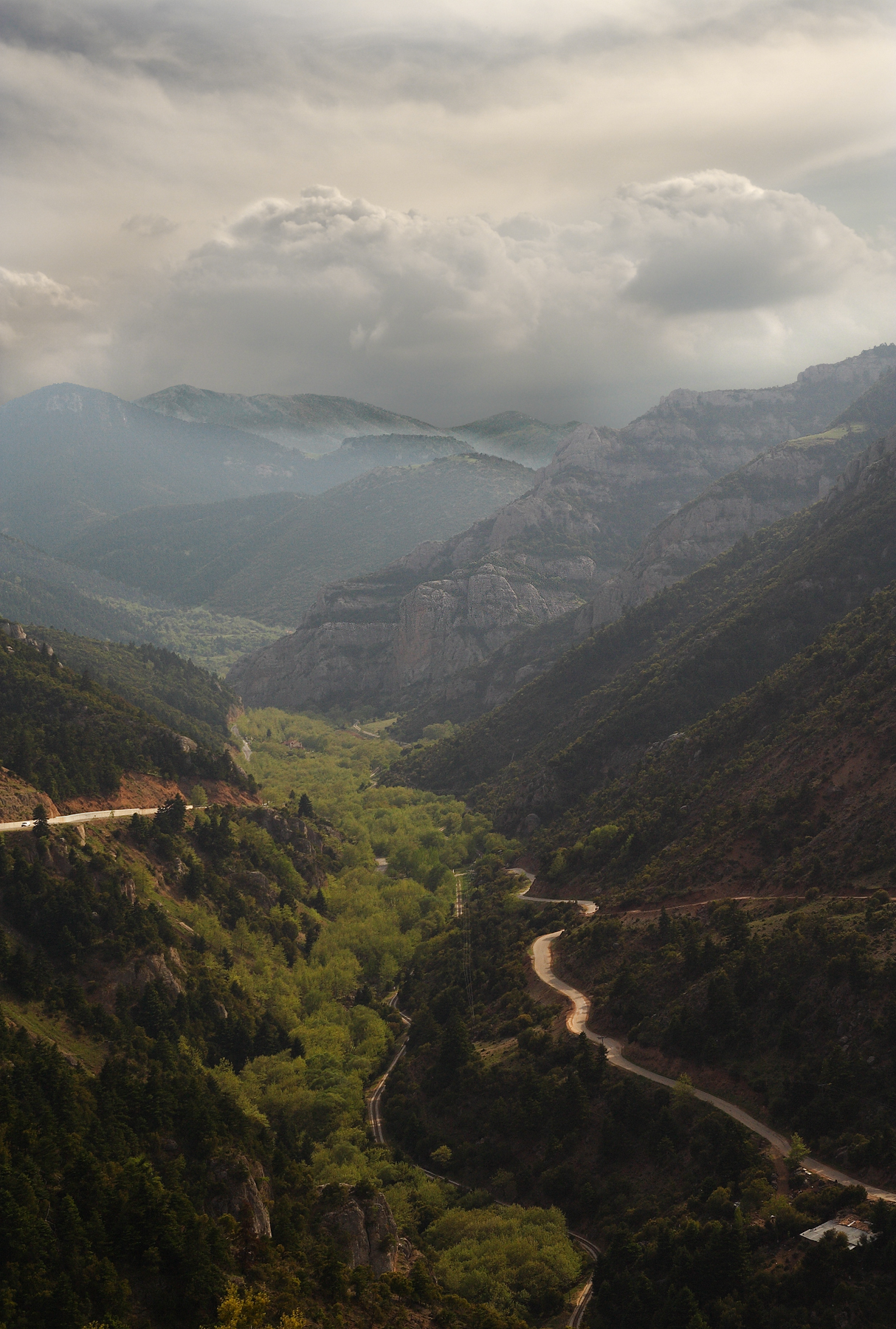
ヴライコス渓谷
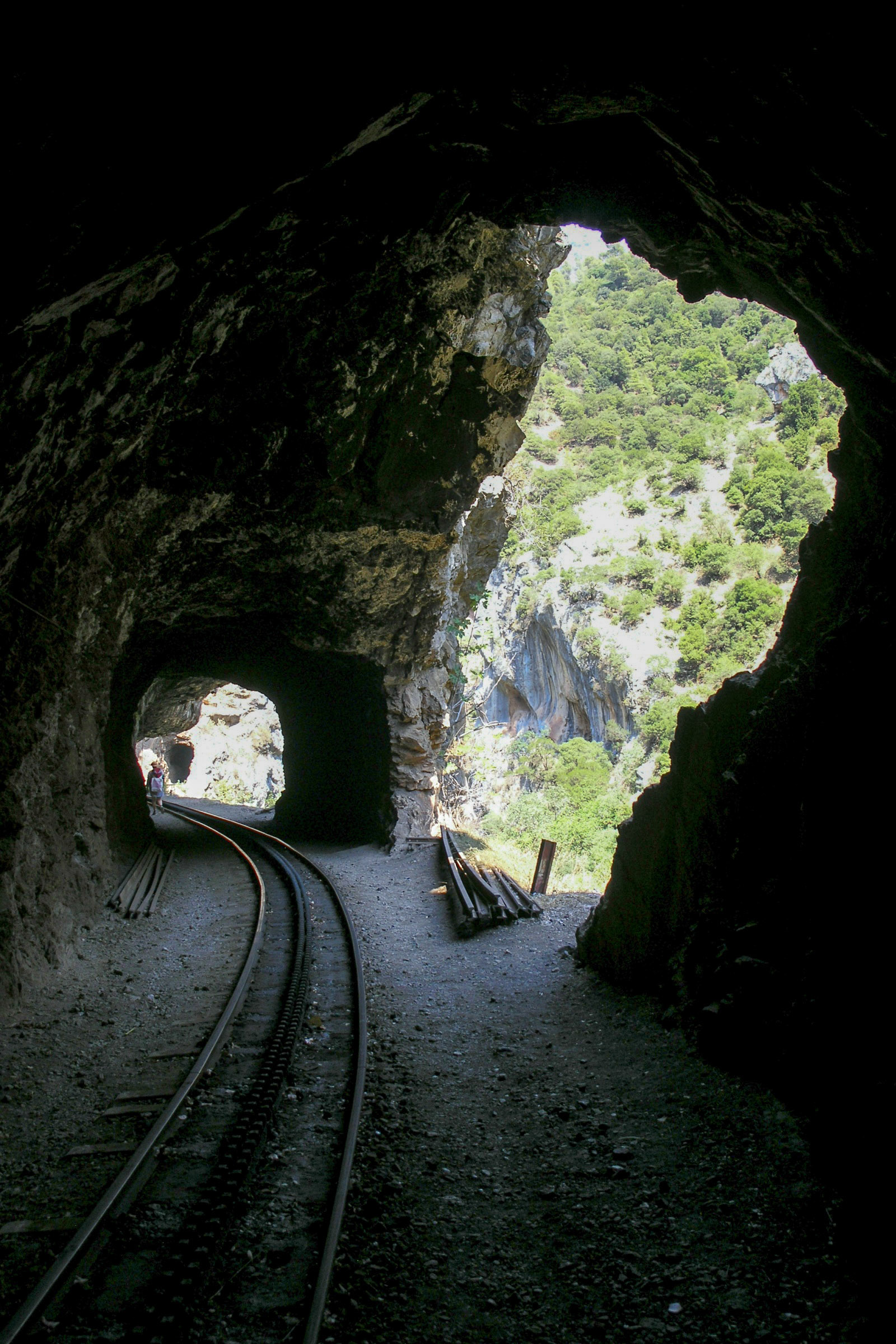
ヴライコス渓谷
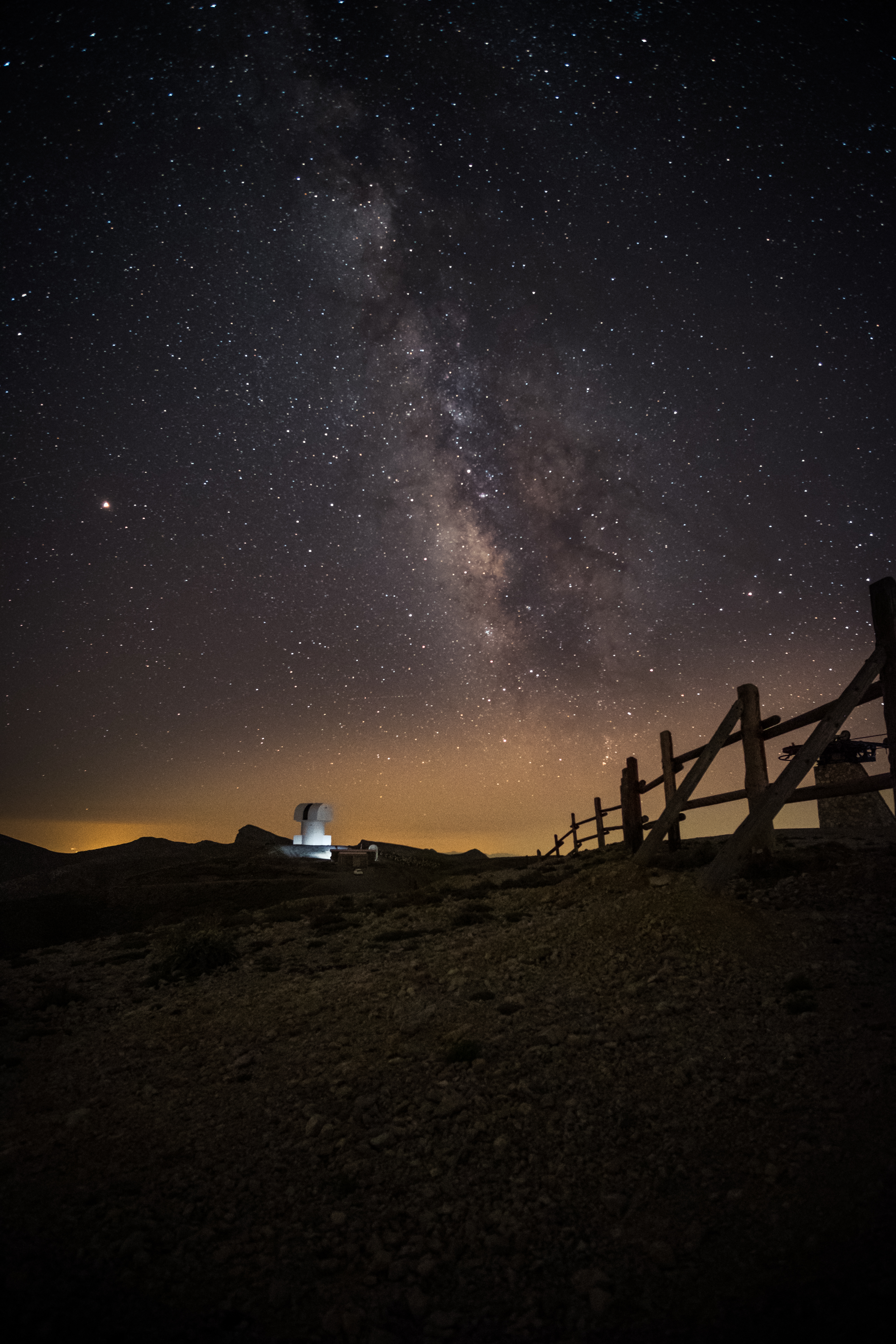
アロアニアの山頂から見る星空